# Oliver McBurnie
Oliver Robert McBurnie (Leeds, Inglaterra, Reino Unido, 4 de junio de 1996) es un futbolista escocés que juega como delantero en el Hull City A. F. C. de la EFL Championship. Es internacional con la selección de fútbol de Escocia.

## Trayectoria
Comenzó jugando en las categorías inferiores del Leeds United a temprana edad. Posteriormente, se unió a la academia del Bradford City, aunque jugó para el Manchester United durante la Milk Cup 2013. El 23 de agosto del mismo año, recibió un contrato profesional por tres temporadas por parte del Bradford City.
Hizo su debut profesional el 9 de noviembre de 2013, durante un partido de la FA Cup, ingresando desde el banco de suplentes. El 1 de diciembre de 2013, jugó su primer partido en la EFL Championship. 
Al final de la temporada 2013-14, el club le ofreció un nuevo contrato, que no aceptó. Posteriormente, él mismo describió su primera temporada profesional como "ridícula". El 22 de enero de 2015, fue cedido al Chester por un mes. Sin embargo, al regresar al Bradford City, el entonces entrenador Phil Parkinson, decidió volver a ceder al jugador. El 6 de marzo se reincorporó a las filas del Chester.
Al finalizar la temporada 2014-15, se incorporó al Swansea City a cambio de 350 mil €. Comenzó jugando con el equipo sub-21 en julio. El 17 de agosto, jugó su primer partido en la Premier League sub-21, anotando el único gol del encuentro frente al Brighton. El 26 de noviembre, fue cedido al Newport Country, de la Football League Two. En su primer partido con el equipo, anotó una tripleta  en una victoria frente al Luton Town. Regresó al Swansea City el 24 de diciembre, para poco después ser cedido al Bristol Rovers por el resto de la temporada 2015-16.
El 31 de mayo de 2016, regresó al Swansea City. Debutó con el primer equipo el 23 de agosto, en un partido de la EFL Cup frente al Peterborough, anotando dos goles para la victoria. Su actuación fue elogiada por el exjugador del club, Warren Feeney. En noviembre de 2016, firmó una extensión de contrato con el Swansea City hasta junio de 2019. McBurnie ganó el premio al 'Jugador del mes' de la Premier League 2 en enero de 2017.
Al comienzos de la temporada 2017-18, jugó con el primer equipo del Swansea City. Sin embargo, también fue importante en el equipo sub-23, donde anotó 10 goles en siete partidos, antes de volver a ser llamado por el primer equipo, jugando 12 partidos, incluyendo uno contra el Liverpool.
El 31 de enero de 2018 fue cedido al Barnsley. El 10 de febrero de 2018 marcó su primer gol con el club, en un empate frente al Sheffield Wednesday por 1-1. Luego de haber marcado 6 goles en sus primeros 8 partidos, McBurnie fue elegido 'Jugador del mes' de la EFL Championship, esto llevándolo a ser convocado por primera vez por la selección de Escocia. El 28 de abril, ganó el premio al 'Jugador del Año del Barnsley'.
A final de temporada, McBurnie regresó al Swansea City, declarando que usaría su experiencia adquirida para ayudarlos a ascender a la Premier League. El 12 de julio de 2018 firmó una nueva extensión de contrato con el club, por tres años. El 4 de agosto, en el primer partido de la temporada 2018-19, marcó un gol en una victoria por 2-1 ante el Sheffield United.
El 2 de agosto de 2019 el Sheffield United hizo oficial su fichaje por cuatro temporadas, convirtiéndose en la incorporación más cara de la historia del club. Estuvo cinco años en los que marcó 29 goles en los 159 partidos que jugó.
El 25 de julio de 2024 fichó por la U. D. Las Palmas firmando un contrato hasta junio de 2027. Tras una temporada, activó la cláusula de rescisión por descenso y el 30 de junio de 2025 quedó libre. Entonces regresó a Inglaterra para jugar en el Hull City A. F. C. los siguientes tres años.

## Selección nacional
Entre 2013 y 2015 fue convocado para las categorías inferiores de la selección de Escocia. En marzo de 2018 fue convocado por primera vez a la selección absoluta, por el entrenador Alex McLeish. Debutó con el equipo el 23 de marzo, en una derrota por 1-0 frente a Costa Rica. En mayo, participó en la gira de la selección por América Latina, perdiendo los dos partidos.

## Clubes
| Club                              | Div.          | Temporada     | Liga  | Liga  | Copas nacionales | Copas nacionales | Copas internacionales | Copas internacionales | Total | Total |
| Club                              | Div.          | Temporada     | Part. | Goles | Part.            | Goles            | Part.                 | Goles                 | Part. | Goles |
| --------------------------------- | ------------- | ------------- | ----- | ----- | ---------------- | ---------------- | --------------------- | --------------------- | ----- | ----- |
| Bradford City A. F. C. Inglaterra | 3.ª           | 2013-14       | 8     | 0     | 1                | 0                | —                     | —                     | 9     | 0     |
| Bradford City A. F. C. Inglaterra | 3.ª           | 2014-15       | 7     | 0     | 4                | 0                | —                     | —                     | 11    | 0     |
| Bradford City A. F. C. Inglaterra | Total club    | Total club    | 15    | 0     | 5                | 0                | 0                     | 0                     | 20    | 0     |
| Chester F. C. Inglaterra          | 5.ª           | 2014-15       | 14    | 5     | —                | —                | —                     | —                     | 14    | 5     |
| Chester F. C. Inglaterra          | Total club    | Total club    | 14    | 5     | 0                | 0                | 0                     | 0                     | 14    | 5     |
| Newport County A. F. C. Gales     | 4.ª           | 2015-16       | 3     | 3     | —                | —                | —                     | —                     | 3     | 3     |
| Newport County A. F. C. Gales     | Total club    | Total club    | 3     | 3     | 0                | 0                | 0                     | 0                     | 3     | 3     |
| Bristol Rovers F. C. Inglaterra   | 4.ª           | 2015-16       | 5     | 0     | —                | —                | —                     | —                     | 5     | 0     |
| Bristol Rovers F. C. Inglaterra   | Total club    | Total club    | 5     | 0     | 0                | 0                | 0                     | 0                     | 5     | 0     |
| Swansea City A. F. C. Gales       | 1.ª           | 2016-17       | 5     | 0     | 1                | 2                | —                     | —                     | 6     | 2     |
| Swansea City A. F. C. Gales       | 1.ª           | 2017-18       | 11    | 0     | 1                | 0                | —                     | —                     | 12    | 0     |
| Barnsley F. C. Inglaterra         | 2.ª           | 2017-18       | 17    | 9     | —                | —                | —                     | —                     | 17    | 9     |
| Barnsley F. C. Inglaterra         | Total club    | Total club    | 17    | 9     | 0                | 0                | 0                     | 0                     | 17    | 9     |
| Swansea City A. F. C. Gales       | 2.ª           | 2018-19       | 42    | 22    | 2                | 2                | —                     | —                     | 44    | 24    |
| Swansea City A. F. C. Gales       | Total club    | Total club    | 58    | 22    | 4                | 4                | 0                     | 0                     | 62    | 26    |
| Sheffield United F. C. Inglaterra | 1.ª           | 2019-20       | 36    | 6     | 4                | 0                | —                     | —                     | 40    | 6     |
| Sheffield United F. C. Inglaterra | 1.ª           | 2020-21       | 23    | 1     | 2                | 0                | —                     | —                     | 25    | 1     |
| Sheffield United F. C. Inglaterra | 2.ª           | 2021-22       | 28    | 0     | 2                | 1                | —                     | —                     | 30    | 1     |
| Sheffield United F. C. Inglaterra | 2.ª           | 2022-23       | 38    | 13    | 3                | 2                | —                     | —                     | 41    | 15    |
| Sheffield United F. C. Inglaterra | 1.ª           | 2023-24       | 21    | 6     | 2                | 0                | —                     | —                     | 23    | 6     |
| Sheffield United F. C. Inglaterra | Total club    | Total club    | 146   | 26    | 13               | 3                | 0                     | 0                     | 159   | 29    |
| U. D. Las Palmas · España         | 1.ª           | 2024-25       | 34    | 3     | 1                | 2                | —                     | —                     | 35    | 5     |
| U. D. Las Palmas · España         | Total club    | Total club    | 34    | 3     | 1                | 2                | 0                     | 0                     | 35    | 5     |
| Hull City A. F. C. Inglaterra     | 2.ª           | 2025-26       | 0     | 0     | 0                | 0                | —                     | —                     | 0     | 0     |
| Hull City A. F. C. Inglaterra     | Total club    | Total club    | 0     | 0     | 0                | 0                | 0                     | 0                     | 0     | 0     |
| Total carrera                     | Total carrera | Total carrera | 292   | 68    | 23               | 9                | 0                     | 0                     | 315   | 77    |
| 1.                                |               |               |       |       |                  |                  |                       |                       |       |       |